# Edoardo Ballerini
Edoardo „Edo” Ballerini (ur. 20 marca 1970 w Los Angeles) – włosko-amerykański aktor filmowy, teatralny i telewizyjny, okazjonalnie także reżyser i scenarzysta. Ma podwójne obywatelstwo (amerykańskie i włoskie) i biegle mówi po włosku. Żyje między Los Angeles, Nowym Jorkiem i Londynem.

## Życiorys

### Wczesne lata
Urodził się w Los Angeles, w stanie Kalifornia jako syn amerykańskiej pisarki Julii Ballerini i włoskiego poety Luigiego Balleriniego. W wieku jedenastu lat został zauważony w off-broadwayowskiej sztuce w Nowym Jorku. W 1992 ukończył z honorami wydział anglistki na prywatnej liberalnej uczelni sztuki Wesleyan University w Middletown, w stanie Connecticut.  Uczył się aktorstwa w HB Studios i Lee Strasberg Theatre and Film Institute. 

### Kariera
Po gościnnym występie w jednym z odcinków serialu NBC Prawo i porządek (Law & Order, 1995) u boku Jerry’ego Orbacha, zadebiutował na dużym ekranie w biograficznym dramacie kryminalnym Strzelałam do Warhola (I Shot Andy Warhol, 1996) z Lili Taylor, Lothaire Bluteau, Michaelem Imperioli, Stephenem Dorffem, Justinem Therouxem, Lothaire Bluteau i Erikiem Mabiusem.
Występował w kilku częściach Eugene’a O’Neilla w Nowym Jorku, Londynie i prowincji miasta. Debiutował jako reżyser teatralny spektaklu Niemożliwy H.L. Mencken (The Impossible H.L. Mencken) w Ensemble Studio Theatre w Nowym Jorku.
Jego ekranowy debiut reżyserski to 15-minutowy dramat Dobrej Nocy Valentino (Good Night Valentino, 2003), który miał swoją premierę podczas Festiwalu Filmowego Sundance 2003 i później był prezentowany przez Kanał Sundance i Film Festival Collections Shorts! Volume 2 na DVD. Film ten jest złożony do archiwum przy Academy of Motion Picture Arts and Sciences. Edoardo wystąpił w nim w roli legendarnej gwiazdy kina – Rudolpha Valentino. 
Był także autorem scenariusza The F-Word, koproducentem Rok i dzień (A Year and a Day) z Fairuzą Balk i napisał przedmowę Allana Ellenbergera Valentino Mystique (MacFarland Press, 2005).
W roku 2005 pojawił się w filmach: The F Word z Joshem Hamiltonem (premiera na Festiwalu Filmowym Tribeca), El Cortez z Lou Diamondem Phillipsem i mrocznej komedii Freezerburn. Wystąpił gościnnie w serialach: NBC Wydział zabójstw Baltimore 3 (Homicide: Life on the Street, 1999), ABC Nowojorscy gliniarze (NYPD Blue, 2002), FOX 24 godziny (24, 2002), Spelling Television Czarodziejki (Charmed, 2004) i CBS Bez śladu (Without a Trace, 2006). Zagrał rolę Chasa w przejmującym dramacie Life Is Hot in Cracktown (2009).

## Filmografia
- 1995: Prawo i porządek (Law & Order) jako David Vilardi
- 1999: Wydział zabójstw Baltimore 3 (Homicide: Life on the Street) jako Selwyn Wetherby
- 2000: Romeo musi umrzeć (Romeo Must Die) jako Wincent Roth
- 2002: Nowojorscy gliniarze (NYPD Blue) jako Dennis Clancy
- 2002: 24 godziny (24) jako Frank Allard
- 2003: Raport o zagrożeniach (Threat Matrix) jako Bobby DaCosta
- 2004: Czarodziejki (Charmed) jako Damien
- 2006: Bez śladu (Without a Trace) jako Frankie Lamaj
- 2006–2007: Rodzina Soprano jako Corky Caporale
- 2008: Tajemniczy rozmówca jako Teddy
- 2008: Terminator: Kroniki Sary Connor jako Timms
- 2009: Batman: Odważni i bezwzględni jako Jack / Vulture (głos)
- 2009: Life Is Hot in Cracktown jako Chas
- 2010: Białe kołnierzyki jako Signore Tomassi
- 2010: Zakazane imperium jako Ignatius D'Alessio
- 2011: Anatomia prawdy jako Jeremy Nichols
- 2013: Ripper Street jako Frank Goodnight
- 2015–2016: Elementary jako agent Lukas Muller
- 2016: Zamęt (Quarry) jako Karl